# Rubén Michavila
Rubén Michavila Jover (Barcelona, 11 de maio de 1970) é um ex-jogador de polo aquático espanhol, medalhista olímpico.

## Carreira
Marco Antonio González fez parte da geração de prata do polo aquático espanhol, vice-campeão olímpico de 1992.